# Caranx papuensis
Espèce
Statut de conservation UICN

 LC  : Préoccupation mineure
La carangue mouchetée (Caranx papuensis), est un poisson de la famille des Carangidés.

## Taxonomie et dénomination
La carangue mouchetée est classée dans le genre caranx, de la famille des Carangidés, de l'ordre des perciformes et du sous-ordre percoidei.
La première description scientifique de cette espèce a été réalisée par les zoologistes Haynes Gibbs Alleyne et William John Macleay en 1877, à partir d'un spécimen collecté par Hall Sound en Papouasie-Nouvelle-Guinée. L'espèce a été plus tard décrite en 1903 par Samuel Garman sous le nom de Caranx regularis, et en 1968 par James Leonard Brierley Smith sous le nom de Caranx celetus. Les individus de cette espèce ont été fréquemment confondus avec Caranx sansun.
Synonymes :
- Carangus sansum (non Forsskål, 1775)
- Carangus sansun (non Forsskål, 1775)
- Caranx carangus (non Bloch, 1793)
- Caranx celetus (Smith, 1968)
- Caranx regularis (Garman, 1903)
- Caranx sansun (non Forsskål, 1775)

Noms vernaculaires :
- Carangue bronze (France métropolitaine)
- Carangue pièce (république de Maurice)

## Morphologie
Les carangues mouchetées possèdent neuf épines dorsales, de 21 à 23 rayons mous dorsaux, 3 épines anales et de 16 à 19 rayons mous anals. La partie inférieure du corps et de la tête est argentée. La partie supérieure du corps et de la tête est cuivrée ou bleu-vert et mouchetée de noir. La nageoire pectorale, les nageoires médianes inférieures et la partie inférieure de la nageoire caudale sont jaunes. La nageoire médiane inférieure possède une pointe blanche.
Les nageoires supérieures sont teintées de jaune ou d'une légère teinte bleu-noir. La nageoire médiane supérieure et la nageoire caudale ont une pointe noire. La nageoire pectorale est en forme de faux. La queue est marquée de nombreuses scutelles.
Le maximum de taille connu est de 88 cm, et le poids maximal est de 6,4 kg.

## Répartition géographique
Ces poissons tropicaux peuplent des eaux chaudes entre les latitudes 30°N et 23°S. Ils peuplent les eaux des océans Pacifique et Indien. En Afrique, ils sont présents du Golfe d'Aden jusqu'à Madagascar. Dans le Pacifique, la limite de peuplement nord se trouve aux environs des Îles Ryūkyū, au sud du Japon. On les retrouve au Sud jusqu'au nord de l'Australie. Sur la côte Ouest des Amériques, ils peuplent les eaux de la Basse-Californie-du-Sud et le Golfe de Californie, jusqu'aux côtes de l'Équateur

## Comportement
Ces carangues vivent sur les littoraux récifaux et en pleine mer. Les juvéniles peuplent souvent les estuaires, où ils se nourrissent de préférence de crustacés de type crevettes, comme les Penaeidae, d'après une étude réalisée dans les estuaires du KwaZulu-Natal en Afrique du Sud,,. Elles tolèrent bien les eaux saumâtres, et les juvéniles remontent parfois les rivières. Elles semblent préférer les eaux claires. Adultes, elles se nourrissent essentiellement de poissons, mais aussi de crabes, crevettes et calmars.
Cette espèce est très grégaire, et les bancs de plusieurs centaines d'individus sont fréquents. Lorsqu'une de ces carangues est blessée, les autres membres du banc s'en approchent, et la frôlent. Elles se montrent également très curieuses, s'approchant des nageurs et chasseurs sous-marins.

## Parasites

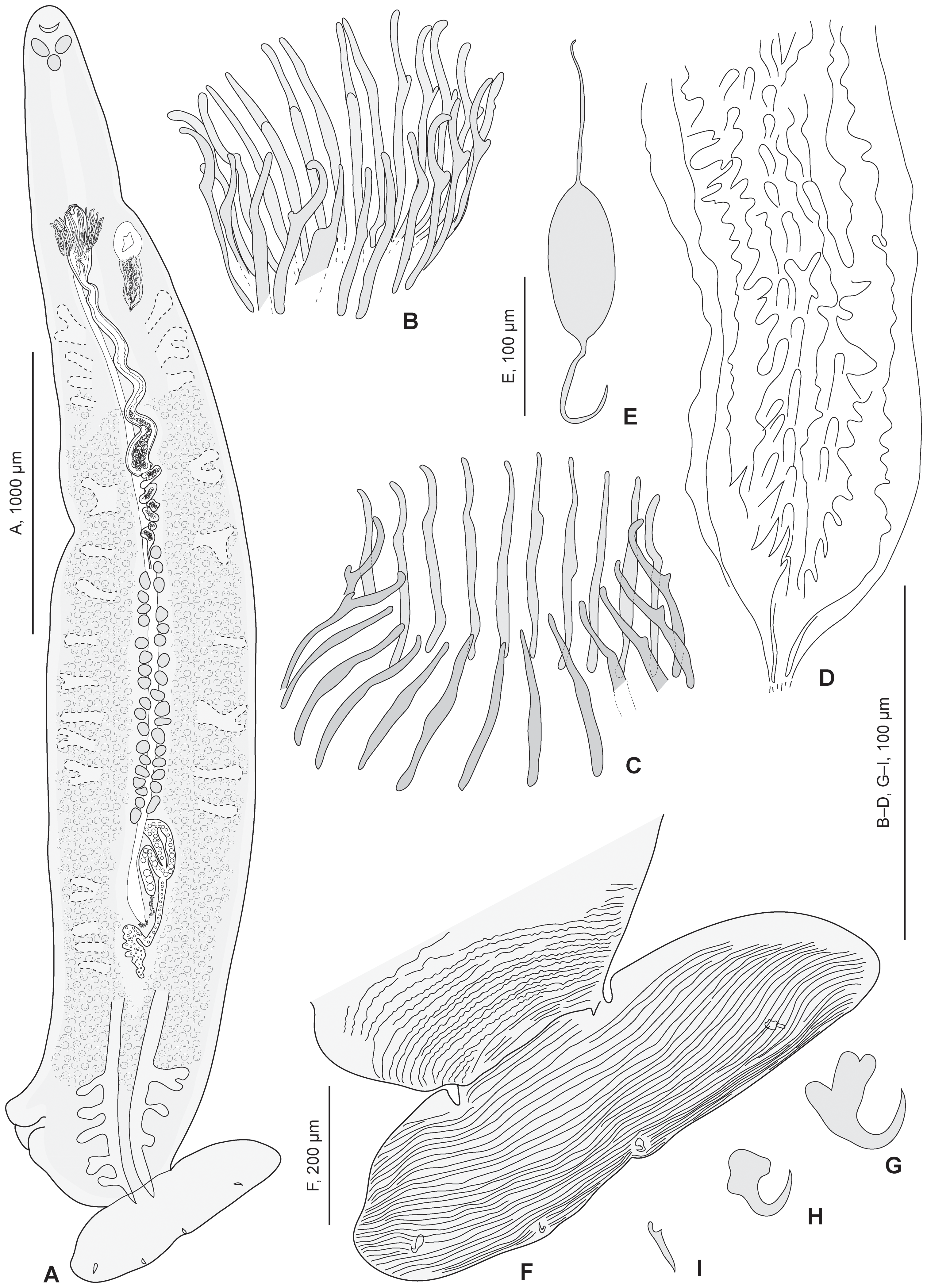
Lethacotyle vera, parasite des branchies de la carangue mouchetée

Ces carangues hébergent, comme la plupart des poissons, plusieurs espèces de parasites. En Nouvelle-Calédonie, un Monogène très particulier a été trouvé dans les branchies des carangues mouchetées: il s'agit de Lethacotyle vera (famille Protomicrocotylidae), le «Monogène qui a perdu ses pinces»,. Dans l'intestin, on peut trouver le digène Bucephalidae Prosorhynchoides lamprelli.

## Pêche
Ces carangues s'attrapent facilement au filet, en particulier à l'embouchure des rivières où elles pourchassent des alevins ou petits poissons. À la pêche sous-marine, leur curiosité en font des proies peu farouches. Les bancs sont très serrés. Lorsqu'une de ces carangues est fléchée, les autres s'approchent pour la toucher et nager autour.
Elles sont généralement commercialisées fraîches, sur les petits marchés locaux. Elles font partie des prises de la pêche sportive. Elles sont parfois élevées dans le secteur de l'aquaculture, à des fins commerciales. Elles sont l'objet d'une étude en ce sens sur l'île de La Réunion, où elles semblent bien s'adapter dans les grands aquariums d'eau salée.
Elles semblent ne présenter aucun danger particulier en rapport à la ciguatera.

## Biographie
- (en) Alleyne et Macleay, « The ichthyology of the Chevert expedition », Proceedings of the Linnean Society of New South Wales, vol. 1-3/4,‎ 1877, p. 261-281 & 321-359.
- B. Salvat (dir.), Raymond Bagnis, Philippe Mazellier, Jack Bennet et Erwin Christian, Poissons de Polynésie, Polynésie française, les éditions du Pacifique, coll. « Nature tropicale », décembre 1972 (réimpr. 1973, 1976, 1981, 1984), 368 p. (ISBN 2-85700-198-3)(5e édition, 1984) Page 42.